# Tilarán (canton)
Tilarán est un canton (deuxième échelon administratif) costaricien de la province de Guanacaste au Costa Rica.

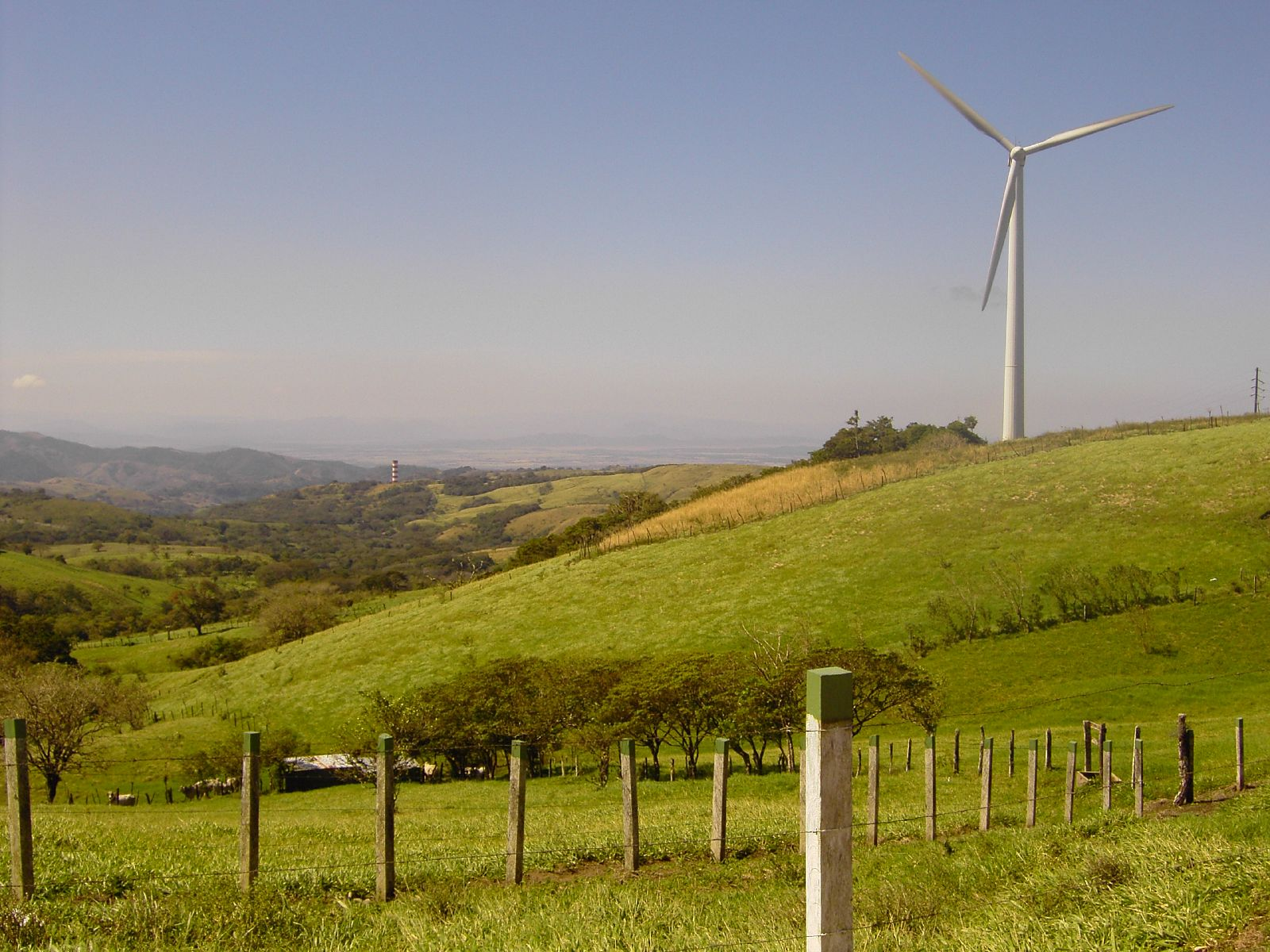
L'industrie éolienne de Tilaran.